# Arjun Narasingha KC
Arjun Narasingha KC, född 27 september 1947, är en nepalesisk politiker och tidigare professor i statsvetenskap, ledande medlem av Nepali Congress. Han har tjänstgjort som hälsominister (1995–1997), utbildningsminister (1998–1999) samt minister för stadsutveckling (2016–2017). KC har valts flera gånger till Representanthuset från Nuwakot och sitter i partiets centrala organ.

## Uppväxt och utbildning
KC föddes i Rautbesi, Nuwakot, som son till Bhagwan Singh KC och Yasoda Devi KC. Han tog magisterexamen i statsvetenskap vid Tribhuvanuniversitetet där han senare blev institutionschef, och genomförde 1982 en forskningsfellowship vid Fletcher School of Law and Diplomacy (Tufts University) med inriktning mot internationella relationer och utrikespolitiskt beslutsfattande.

## Tidig politisk karriär
KC engagerade sig tidigt i studentpolitiken och i demokratirörelsen under Panchayat-systemet; han fängslades flera gånger för sin aktivism. Han valdes in i det nationella parlamentet 1991 och omvaldes 1994.

## Hälsominister (1995–1997)
Som hälsominister drev KC 1996 reformer för att omfördela läkarkåren bort från övermättade storstäder till underbemannade bergs- och Terai-regioner. Reformerna omfattade ekonomiska incitament, snabbare befordran, höjda traktamenten och fortbildning för vårdpersonal i eftersatta områden samt skärpt tillämpning mot missbruk av tillfälliga stadsförflyttningar (kaaj).

## Utbildningsminister (1998–1999)
I Girija Prasad Koiralas andra ministär arbetade KC för internationell ekvivalens och erkännande av nepalesiska examina, för att underlätta vidare studier utomlands för nepalesiska studenter. På råd av Karna Sakya stoppade han planerad rivning av den historiska trädgården i Keshar Mahal och möjliggjorde restaureringen som Garden of Dreams.

## Minister för stadsutveckling (2016–2017)
KC lanserade ”People’s Housing Program” med målet att tillhandahålla 25 000 bostäder till utsatta grupper utanför Kathmandu-dalen (23 april 2017). Han gav också klartecken för byggstart av Kathmandus yttre ringled (71,93 km) efter mer än 13 års politisk låsning (8 maj 2017). Nepal redovisade prioriteringar för hållbar och systematisk urbanisering i sin nationella rapport till FN:s Habitat III, där KC bidrog med förord/ramverk.

## Federalrepublikens era
KC fördes bort/greps under undantagstillståndet 2005 i samband med protesterna mot kung Gyanendras direktstyre. Han förlorade valet 2017 men vann Nuwakot-2 i parlamentsvalet 2022 med 28 107 röster, över 11 000 rösters marginal mot Rastriya Swatantra Partys kandidat.

### Utskott och tillsyn
Som ledamot i Representanthusets Public Accounts Committee (PAC) deltog KC 2024–2025 i granskningar av oegentligheter kring flygplatserna Pokhara och Gautam Buddha (Bhairahawa). Två underutskott tillsattes 28 juni 2024 och 2025 begärde utskottet formell utredning av misstänkt korruption i miljardklassen. Han har även kritiserat statsbudgeten 2081/82 som ”ambitiös och verklighetsfrånvänd” och drivit frågor om god samhällsstyrning och antikorruption.

## Partiorganisation
Vid Nepali Congress 14:e generalförsamling spelade KC en framträdande roll och valdes åter in i centrala arbetskommittén; 28 januari 2022 nominerades han till centrala exekutivkommittén av partiledaren Sher Bahadur Deuba.

## Valhistorik (urval)
- Representanthuset (Nuwakot-3): 1991 (vald), 1994 (omvald).
- Konstitutionsförsamlingen/Legislature Parliament (Nuwakot-1): 2013 (vald).
- Representanthuset (Nuwakot-2): 2017 (förlust), 2022 (vald).[19]

## Privatliv
KC är gift med Pratima KC och har fem barn. Dottern Anjana KC Thapa är gift med politikern Gagan Thapa. Hans bror Jagadiswor Narsingh KC är också politiker inom Nepali Congress.